# Vitaliy Versace

Vitaliy Versace, né le 6 janvier 1979 à Moscou en ex-URSS, est un acteur, producteur et réalisateur américain.
Il est principalement connu pour les films à faible budget et de qualité discutable qu'il réalise, notamment le controversé Utoya Island rejouant la tuerie d'Oslo perpétrée en 2011 par Anders Behring Breivik.

## Biographie
Vitaliy Versace a grandi à Cleveland dans l'Ohio. Il est marié à Vera Chorney depuis le 19 novembre 2000, avec laquelle il a trois enfants.

## Filmographie

### Producteur
- 2009 : Everybody's Fine (coproducteur exécutif)

### Réalisateur et producteur
- 2007 : Born Into Mafia[v 1],[v 2]
- 2010 : The Last Vampire on Earth[v 3]
- 2010 : Deception[v 4]
- en production : Boat Ride[v 5]
- 2012 : Utoya Island[v 6],[v 7]

### Vidéos
1. ↑  [vidéo] « bande-annonce de Born Into Mafia », sur YouTube
2. ↑  [vidéo] « film complet Born Into Mafia », sur YouTube
3. ↑  [vidéo] « bande-annonce de Last Vampire on Earth », sur YouTube
4. ↑  [vidéo] « bande-annonce de Deception », sur YouTube
5. ↑  [vidéo] « bande-annonce de Boat Ride », sur YouTube
6. ↑  [vidéo] « bande-annonce de Utoya Island », sur YouTube
7. ↑  [vidéo] « film complet Utoya Island », sur YouTube